# Totó Cavalcante
José Antônio Totó Ayres Cavalcante conhecido como Totó Cavalcante (Corrente, 12 de agosto de 1947 – Palmas, 17 de julho de 2024) foi um advogado, professor e político brasileiro, filiado ao MDB.
Nas eleições de 1982, foi eleito deputado estadual em Goiás pelo PMDB com 18.024 votos e reeleito em 1986 com 15.297 votos. No pleito de 1994, foi eleito primeiro-suplente do senador Carlos Patrocínio, assumindo temporariamente o mandato.
Foi um dos responsáveis pela criação do Tocantins, onde chegou a participar da greve de fome junto ao deputado Siqueira Campos, completando juntos 98 horas e 35 minutos de jejum pela causa. Diante da insistência, o então presidente José Sarney se viu obrigado a nomear uma comissão de redivisão territorial para estudar a criação do novo Estado, que viria a se concretizar posteriormente.